# Lower Chicksgrove
Lower Chicksgrove – osada w Anglii, w hrabstwie Wiltshire. Leży 18 km na zachód od miasta Salisbury i 142 km na zachód od Londynu.